# Cameo Kirby
Cameo Kirby er en amerikansk stumfilm fra 1914 af Oscar Apfel.

## Medvirkende
- Dustin Farnum som Kirby.
- Winifred Kingston som Adele Randall.
- James Neill som John Randall.
- Fred Montague som Moreau.
- Jode Mullally som Tom Randall.